# ドレイクとケンドリック・ラマーのビーフ
カナダのラッパーであるドレイクとアメリカ合衆国のラッパーであるケンドリック・ラマーのビーフは、ドレイクが2013年のビッグ・ショーンの楽曲 "Control" に反応した時から続いている。2024年、ケンドリック・ラマーがメトロ・ブーミンの楽曲 "Like That" 内の歌詞でドレイクについて言及し、激化して「ラップ界を席巻」する事態となった。
この2人の関係は2011年から始まり、友好的な関係性であった。2013年8月14日、 ケンドリック・ラマー は楽曲 "Control" でドレイクやその他多くのラッパーについて言及した。しかし、ケンドリック・ラマー本人は「互いに切磋琢磨し合う良い関係だ」と主張した。10年後、この2人はお互いに様々な曲でディスがあったという噂を否定した。2023年、J.コールとドレイクは楽曲 "First Person Shooter" を発表した。この中でJ.コールは自分とドレイクとケンドリックは現代のHIPHOPシーンでBIG3だと主張した。そして2024年3月ラマーは、楽曲 "Like That" でJ・コールのドレイク、J・コール、ラマーが現代HIPHOPシーンの中でのBIG3だという主張を否定し、自分が現代のHIPHOPシーンで一番であると主張した。 
2024年J.コールは "7 Minute Drill" でディスを含めて反応した。その後ドレイクは "Push Ups" と "Taylor Made Freestyle" でケンドリックについてディスを飛ばした。同年4月30日ケンドリックはドレイクのアンサーに楽曲 "Euphoria" で反応し、5月3日、ケンドリックは楽曲 "6:16 in LA" をリリースし、5月3日の深夜ドレイクは楽曲 "Family Matters" 内でケンドリックを家庭内暴力があったと主張し、そしてケンドリックの共同制作者であるデイブ・フリーとケンドリックの息子にも矛先を飛ばした。その20分後、ケンドリックは楽曲 "Meet the Grahams" をリリースし、その中でドレイクはセクシャル・プレデター（性的な人身売買をしていたことも含む）だと主張し、さらに、ドレイクはラマーの家族のことについて嘘をついているといった。プシャ・Tが2018年の楽曲内で存在を仄めかしていたドレイクの2人目の息子、アドニスが存在するとラマーは言った。
5月4日、ケンドリックは "Not Like Us" をリリースした。この中でドレイクのことを小児性愛者として非難した。5月5日、ドレイクは "The Heart Part 6" をリリース、この中でケンドリックの告発を否定し、ドレイクのチームはケンドリックにアドニスに関する偽の情報を提供したと主張した。2025年1月、ドレイクはラマーが所属するレーベル、ユニバーサルミュージックグループに嘆願書を提出し、その後ニューヨーク南部地方裁判所に裁判を起こした。その内容はこのレーベルが名誉毀損にあたり、UMGが不正に再生数を伸ばしているというものだった。2025年、ドレイクは "Fighting Irish Freestyle" でこれについて反応し、ケンドリックは "Not Like Us"で グラミー賞の5部門で賞を受賞した。（ソング・オブ・ザ・イヤーも含まれている）そしてスーパーボウルにて "Not Like Us" と"Euphoria"を披露した。
評論家はこのビーフをその壮観ぶりを褒めたり、HIPHOPの文化の維持の観点から称賛する一方で、お互いのビーフの仕方や反応の仕方を非難した。

## 経緯

### 2011–12: 初期のコラボレーションと友好関係
ドレイクとケンドリック・ラマーの関係は友好的に始まった。ふたりの最初のコラボレーションは2011年のドレイクのスタジオアルバム『テイク・ケア』に入っている、全体を通してラマーがパフォーマンスしている2分間のインタールード "Buried Alive Interlude" であり、トラックリストでヒットシングル "Marvins Room" の直後を割り当てられた。双方ともに同じくらいの年のアーティストだが、当時ドレイクは既にチャートのトップを獲得する成功をおさめており（2009年のシングル "Best I Ever Had" で初めてメインストリームで成功していた）、一方でラマーは比較的知られていない期待の新人で、2011年の XXL の新人リストにのったばかりだった。

### 2013–14: 「コントロール」と「ザ・ランゲージ」、最初の間接的な対決

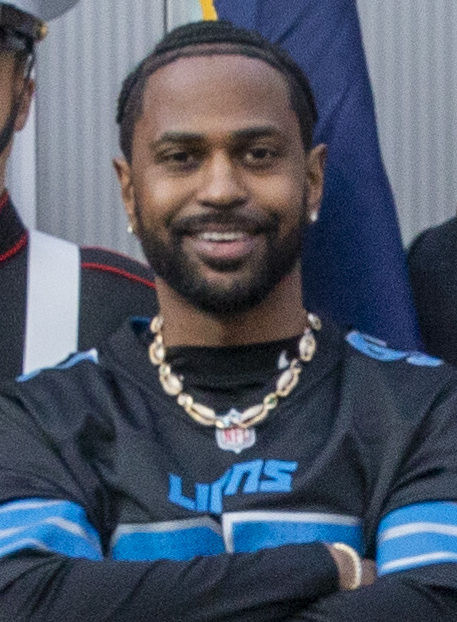
ビーフの引き金となる「コントロール」を出したビッグ・ショーン

2013年8月14日、ビッグ・ショーンはラマーとジェイ・エレクトロニカをフィーチャーした「コントロール」("Control") をリリースしたが、初めこのトラックはビッグ・ショーンのアルバム Hall of Fame に入る予定だったものの、サンプリングの権利問題で収録をやめなければならなくなった。このトラックのラマーのヴァースはドレイクを含む自分と同じ世代の多くの有名なラッパーを名指しで批判し、全員に対して「愛情はあった」が、ファンがその存在を忘れるくらいまで比喩的に「ブッ殺す」つもりだと述べた。このヴァースはすぐソーシャルメディアでバズり、ヒップホップきってのビッグネームから幅広く一般人まで議論の対象になった。
2週間後の『ビルボード』のインタビューでドレイクはラマーのヴァースを軽く片付け、「でかい考えに聞こえるっていうだけだね。いや、まあそんなもんでしょ。ラマーが俺をどんなプラットフォームでも殺しにこないってことはよーくわかってるしねぇ」と述べた。9月にドレイクはエリオット・ウィルソンのライブインタビューシリーズである #CRWN に出演した。「コントロール」のヴァースについて聞かれた時、ドレイクは2013年のMTV Video Music Awardsでラマーと会った時のことに触れ、対面での態度は「コントロール」のヴァースに見られる感情とは違ったと答えた。
2013年9月24日にドレイクは3枚目のスタジオアルバム Nothing Was the Same を出した。複数のメディアがアルバムの5枚目のシングルである「ザ・ランゲージ」("The Language") の最初のヴァースはラマーの「コントロール」のヴァースに対する反応だと解釈し、ドレイクがラマーの音楽は一般や批評家の礼賛にもかかわらず「そんなにインスパイアされない」とほのめかしていると考えた。当時ドレイクのレーベルだったキャッシュ・マネー・レコードのトップだったバードマンはこの曲はラマーについてのものではないと述べた。

### 2015–2022: 隠れたディス
ドレイクとラマーのビーフは隠れたディス（意図的に緻密なディス）の形で継続し、『ビルボード』はこれを「双方から放たれた微妙な攻撃だが、何も画期的なところはない」と述べた。マーク・グリフィンは2024年に Vibe にビーフのタイムラインを執筆したが、この時期のことを「ふたりの男の間の冷戦」と呼んでいる。

### 2023–24: 直接対決

#### "First Person Shooter" と "Like That"

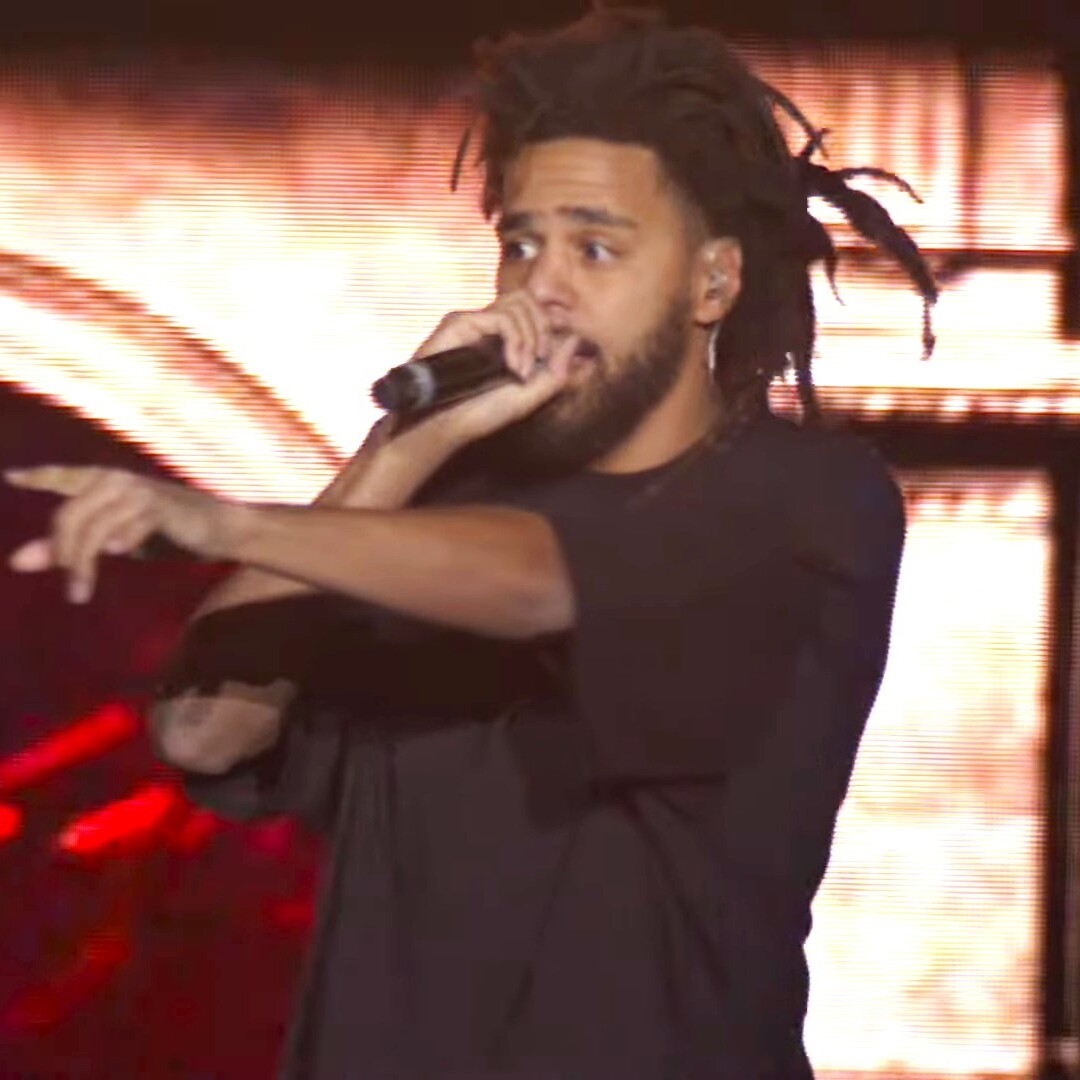
J. コールが2023年のドレイクの歌 "First Person Shooter" にゲスト参加した結果、ビーフ合戦が非常に激化した。

2023年10月、J. Coleはドレイクのアルバム "For All the Dogs" からのシングル曲 "First Person Shooter" に客演として参加した。この曲の中で「自分とドレイクとラマーは現代のHIPHOPシーンでBIG3である」と主張した。この曲は爆発的な人気を引き起こし、Billboard Hot 100にランクインした。
その5ヶ月後、 ラマーはアルバム、"We Don't Trust You" の中に収録されているメトロ・ブーミンとフューチャーとの曲、"Like That" の中のBIG3というラインに反応した。ラマーは「何がBIG3だ、BIGなのは俺だけだろ」 というラインでコールとドレイクに対してディスを飛ばした。"We Don't Trust You" に含まれる他の楽曲にもドレイクに対してのリリックが含まれていると解釈できる。また一部のファンはこのアルバムに参加している客演はドレイクに対して何かしら敵意を持っていると知られているアーティストが選ばれていると解釈した。
ラマーのディスの後、コールが楽曲 "7 Minute Drill" をリリースした。これはラマーのアルバム『トゥ・ピンプ・ア・バタフライ』を批判したものだった。その数日後、コールは公の場でラマーに対して謝罪をし、また "7 Minute Drill" をストリーミングサービスから削除した。ドレイクは "Like That" の存在を直接認めていなかった。彼はツアーで「俺はまだtopにいる。何があろうと俺に喧嘩を売る奴なんて地球上にいないんだ」と言った。4月12日、メトロ・ブーミンとフューチャーは2枚目のコラボアルバム "We Still Don't Trust You" をリリースした。そして、4月21日に "Like That" のリミックスがリリースされた。客演には¥$（イェとタイ・ダラー・サインのデュオ）が参加しており、どちらもドレイクに向けてディスを飛ばしている。

#### "Push Ups" と "Taylor Made Freestyle"
2024年4月13日、ドレイクの "Push Ups" の初期バージョンがオンライン上でリークした。この曲は "Like That" のラマーのバースに対して反応したものになっている。ドレイクは21サヴェージ、トラヴィス・スコット、シザなどのアーティストがラマーより優れていると主張した。楽曲 "Push  Ups" 内でドレイクはラマーの身長が165cmしかないことを馬鹿にしている。そして、ラマーはテイラー・スウィフトなどのポップアーティストとコラボレーションしている事を批判した。加えて、ドレイクはメトロ・ブーミンやフューチャー、ザ・ウィーケンド、エイサップ・ロッキー、リック・ロスなどに対して"Push Ups"内でディスを飛ばしている。その後すぐにロスは "Champagne Moments" という曲をドレイクに向けてリリースした。 
2024年4月19日、ドレイクは公式で "Push Ups" をリリースしてそれと同時にSNSを使って "Taylor Made Freestyle" をリリースした。これもまたラマーをターゲットにしたディス曲である。"Taylor Made Freestyle" は 西海岸のケンドリックと同じ偉大な、スヌープ・ドッグと故2パック（トゥパック・シャクール）のAIボーカルが参加している。 ラマーのアルバム『トゥ・ピンプ・ア・バタフライ』がシャクールが残した文化的影響について幅広く言及しており、シャクールが亡くなる前の実際のインタビューから編集された死後の架空の「インタビュー」も作っているため、このアルバム発表以降、ラマーとシャクールは繋がりがあるとみなされている。スヌープ・ドッグとシャクール、そしてドレイクの声を使うことによって、ドレイクはまだラマーが "Push Ups" に反応がないことについて臆病者だと揶揄し、また、ラマーの反応が遅いのはテイラー・スウィフト の新アルバム『ザ・トーチャード・ポエッツ・デパートメント』のチャート上の成功のせいでラマーの曲が埋もれてしまうのを防ぐためだと主張した。この楽曲では、ドレイクはビーフの中で初めて自分が小児性愛者だという糾弾に自ら言及し、AIの2パックの声を使ってラマーに「ケンドリックが若い女性を好むことについて話せ、それが俺からの贈り物だ。ジョー・バドゥンのポッドキャストで聞いただろ？それが本当だ」と返答した。
この曲はシャクール遺産団体から批判を受け、団体は無許可でAI生成されたバースを使われたと表明を出し、"Taylor Made Freestyle" をSNS上から消さなければ、パーソナリティ権の侵害と侮辱を理由にドレイクに対し訴えを起こすと警告した。「ラマーに対する、シャクールの声の無断かつ、それと同様に嘆かわしい使用については...（中略）ラマーは公私ともにシャクールとシャクールが残した文化に対して敬意を払ってきた人物であり、この使用は侮辱をさらに悪化させるものだ」と述べた。その後、この曲は2024年4月26日にドレイクによってソーシャルメディアから削除された（この曲はソーシャルメディアだけを通じて配信されたものであり、ストリーミングサービスでは一度も配信されたことはない）。

#### "Euphoria" と "6:16 in LA"
2024年4月30日、ラマーは "Euphoria" と名づけたドレイクに対するアンサーのディス曲をリリースした。この曲のタイトルはドレイクがエグゼクティブプロデューサーを務める高校生を題材としたTV番組への言及と解釈できる。Vultureは "Euphoria"  のトラックはラマーがドレイクに対して純粋な憎しみをぶつけていると評論した。 この楽曲内で、ラマーはドレイクの子の育て方について「俺には子供がいるけど、お前には子供について何も知らないようだな」と批判した。また、ドレイクの腹筋は整形手術によって作られたと主張している。
2024年5月3日、"Euphoria" が出た3日後にラマーはインスタグラムのリールで"6:16 in LA"と名付けた新しいディス曲を投稿した。この曲のリリースはドレイクが "Taylor Made Freestyle" をリリースした時と似ている。  
この曲のタイトルはドレイクの "9AM in Dallas"  "5AM in Toronto" と "8AM in Charlotte" が含まれている "timestamp in city" という楽曲シリーズをパロディ化している。この曲にある6:16の数字には2024年の父の日の日付説や、悪魔を仄めかしているなど、いろいろな意味が推測されている。 
この楽曲はテイラー・スウィフトの多くのアルバムの作成に参加したプロデューサー、ジャック・アントノフによって作られた。この曲はドレイクが "Push Ups" と "Taylor Made Freestyle" でテイラー・スウィフトについて言及したことに対する返答だと解釈されている。この曲の中で、ラマーはドレイクのメンバーの中で情報をラマーに伝えている人物がいると主張し、もしドレイクがこのビーフから即座に手を引かない場合、ドレイクの一番闇が深い秘密が暴露されるだろうと脅した。

#### "Family Matters" と "Meet the Grahams"
5月3日、ドレイクは "Euphoria" と "6:16 in LA" の返しの曲として "Family Matters" をリリースした。この楽曲内でドレイクはラマーの子供のうちの一人はラマーの友人であり、レーベルの共同設立者であるデイブ・フリーの実子であると主張している。そして、ラマーが婚約者であるホイットニー・アルフォードにDVをし、浮気をしていると主張している。この楽曲はフューチャーと共に4月12日に制作したディス曲 "Show of Hands" に参加しているエイサップ・ロッキーとメトロ・ブーミンにも標的が向けられている。
"Family Matters" のプロモーションとして、ドレイクはインスタグラム上でラマーの "Buried Alive Interlude" （『テイク・ケア』に収録されているもの）の短いパロディリミックスを数秒公開した。その中で、ラマーがドレイクのClub Paradise Tourのオープニングを務めたことに言及した。
"Family Matters" をリリースした20分後、ラマーはドレイクに向けたディス曲 "Meet the Grahams" をリリースした。この曲はアルケミストによってプロデュースされた。この楽曲内ではラマーは直接的にドレイクの家族に触れており、ラマーはドレイクが父親になっていることを彼の息子であるアドニスに同情した。ラマーはさらにドレイクに2人目の子供（娘）がいることを隠していることや、未成年者に性的な関心があり、ドレイクが自分の自宅で人身売買を行なっていると主張した。また、ラマーはドレイクのレーベルOVOの関係者も性犯罪者であり、ドレイクに庇護されていると非難している。ラマーはドレイクの警備員についても非難している。ラマーは「ドレイクの自宅が近々家宅捜索されるだろう」と予測しており、これはショーン・コムズが無関係な捜査で家宅捜索を受けたことを指している。
ラマーがドレイクが2人目の子供がいると明かしたのはプシャ・Tの2018年のディス曲 "The Story of Adidon" の文脈にのって行ったことであり、この曲でプシャ・Tはドレイクが息子のアドニスを隠していることを暴露した。これに対しドレイクはインスタグラム上で「誰か俺に娘を見つけて送ってくれないか？こいつらは完全に誤解してるよ」と複数の笑っている絵文字を付け加えて投稿した。隠し子について嘘だとされた主張に不快感を覚えたファンは "Meet the Grahams" の3番目のバースを編集して削除したバージョンをSNS上にアップロードした。しかしこれはラマーが所属しているレーベルが著作権違反で申し立てを起こす結果となった。The Ringer の編集者チャールズ・ホームズは "Family Matters" と "Meet the Grahams" により「終末兵器が作動したようだ」と述べ、「この争いはもはや取るに足らないものではなくなった」と書いた。

#### "Not Like Us" と "The Heart Part 6"
2024年5月4日、ラマーはDJマスタードによってプロデュースされた曲 "Not Like Us"をリリースした。この曲の中でラマーは、ドレイクとその仲間たちを明確に小児性愛者として言及しており、「なあドレイク、若い子が好きなんだろ？刑務所だけには行かないほうがいいぜ」と述べ、さらにドレイクのアルバムCertified Lover Boy について言及した後、ドレイクとドレイクの仲間たちを "certified pedophiles " と呼んだ。ラマーの1バース目の最後の「うまく和音を出そうとしてるけど多分Aマイナーだ」というラインはドレイクとその仲間たちの小児性愛者の疑惑を示唆するものであり、このフレーズはミームになり、のちのパフォーマンスでファンが大声で唱えるようになった。
また、この曲ではドレイクとその仲間の数名が言及されており、バカ・ノット・ナイスが2014年に22歳の女性に売春を強要したという疑いや、人身売買、暴行、強盗疑惑について直接言及している。バカ・ノット・ナイスが有罪判決を受けたのは無関係な暴行罪と無関係な銃器所持罪だけだった。この曲のカバーアートには、ドレイクの家の衛星画像が使用され、性的捕食者を指し示すピンが使用されている。 
ラマーは第3バースで、ドレイクに対して別の非難もしている。ドレイクがアトランタ出身ではないのにアトランタのラッパーと頻繁に曲を作っていることを指摘し、まるで植民地主義者のようだという非難である。これはアメリカの南部地域での奴隷制度及び年季奉公の歴史と重ねている。また、ラマーはAIによる2パックの声を使用しベイエリアに対して無礼な行動をしたとして非難し、暴力を助長する可能性があると述べている。そして「オークランドの公演が君にとって最後になるだろう」とも述べた。さらに、ラマーはドレイクに対するディストラックはまだたくさんあると仄めかした。 
曲のリリース後、ファンはGoogleマップのカスタマイズ機能を使いドレイクの家にケンドリック所有や "Not Like Us" の最初のバースにちなんだA-minor、さらにドレイクの最新アルバム For All the Dogs への別の言及と考えられるケンドリックの犬などとラベル付けした。
2024年5月5日、ドレイクは "The Heart Part 6" をリリースした。これはラマーの "The Heart Part 5" に続くような形をとっており、また、The Heartシリーズへの言及となっている。この曲でドレイクは小児性愛者とグルーミングの疑惑を否定している。ドレイクはラマーの非難は自身の虐待のトラウマからきていると主張した。また、この曲はアレサ・フランクリンの楽曲 "Prove It" がサンプリングされており、楽曲内で "Now let me see you prove it / Just let me see you prove it"（さあ、証明してみて/ただ証明して見せて）」というフレーズを引用している。ドレイクは「ホイットニーどもと付き合うが、ミリー・ボビー・ブラウンとは付き合わない。10代の子に興味はない」と述べた。これは14歳の時に始まったミリー・ボビー・ブラウンとの関係に関するもので、この関係がSNS上でドレイクが彼女に性的虐待をしているという疑惑を招いたことに言及している。
ドレイクはまた、内部の人間がラマーに11歳の娘がいるという誤情報を伝えたと主張しており、ラマーは "Meet the Grahams" 内でこのことについて言及した。さらに、ドレイクはラマーとアルフォードの関係における家庭内暴力についても主張し、ラマーは6ヶ月子供達に会っていないと述べた。その後、ラマーはまもなく反応するだろうと予測し「君が6分後に新曲を出すのはわかっているから僕の住所を書く前に解決すべきことがいっぱいある」とSNS上で書いた。"The Heart Part 6" は評論家とファンから否定的な意見を受け、YouTube上で推定約100万の低評価を押された。

### 2024年以降: 直接対決の後で

#### ポップ・アウトコンサートと "Not Like Us" のミュージックビデオリリース
2024年6月、ラマーはカリフォルニア州イングルウッドのキア・フォーラムで一夜限りのコンサート「ザ・ポップ・アウト：ケン・アンド・フレンズ」(The Pop Out: Ken & Friends) を発表した。このタイトルは "Not Like Us" の歌詞から由来している。この公演はジューンティーンスの日に予定されており、チャーラマーニ・ザ・ゴッドはこれがドレイクへの当てつけであると示唆した。 ラマーはコンサートを "Euphoria" で始めた。この曲にはドレイクがもつ2パックの王冠のついた指輪に向けた歌詞が追加されている。公演の後半には、アブ・ソウルがラマーに同行し、"6:16 in LA" を初めてパフォーマンスした。その後 "Like That" の自身のバースを初めて披露し、ドクター・ドレーをステージに招いた。ラマーとドレーは、ドレーのヒット曲 "Still D.R.E." と "California Love" をパフォーマンスした。このうちの "California Love" はドレーと2パックが共にレコーディングした曲である。これら2曲の後、ドレーは "Not Like Us" のイントロを披露した。ラマーは "Not Like Us" のアンコールでコンサートを締めくくり、その後も同曲を5回繰り返してステージ上で仲間やロサンゼルスのストリートギャング、特にクリップスやブラッズのメンバーたちと一緒に踊った後、ステージ上で集合写真を撮影した。
"Not Like Us" のミュージックビデオは、2024年7月4日のアメリカ独立記念日を祝って、午後3時ごろに公開された。このビデオは、前日に4枚の画像がSNSに流出した後にリリースされ、デイヴ・フリーとラマーが監督を務め、チャーム・ラドンナが振り付けを担当し、アソシエイトプロデューサーとしてもクレジットされている。ビデオにはトミー・ザ・クラウンやNBAスターのデマー・デローザン（コンプトン出身で、ドレイクの故郷トロント・ラプターズの元スター選手で楽曲の中に名前が出てきている）がカメオ出演している。撮影はラマーの故郷であるコンプトンで行われた。翌朝までに、このMVはYouTubeで1300万回以上再生された。CNNやNMEは、このビデオの公開までに多くの期待が寄せられていたことを記した。多くの出版物やウェブサイトは、このMVをドレイクとのビーフにおけるラマーの勝利として評価した。このMVでは、ラマーの家族が楽しそうに踊る様子や、Directed by Dave Free and Kendrick Lamarというクレジット表示が、ドレイクがラマーを中傷するために使用した多くの主張や疑惑を否定する形となっている。このMVは「ビーフの再熱の瞬間とも呼ばれ、ラマーがドレイクに対して放ったノックアウトパンチ」として見なされている。

#### ヒストリーでのコンサート中止
スクールボーイ・Qは、2024年7月18日にトロントのヒストリーで6枚目のスタジオアルバムBlue Lipsのプロモーションを兼ねたBlue Lips Weekendsコンサートツアーを始める予定だった。  2024年、この会場は、2021年にドレイクとライブ・ネイション・エンターテイメントのクリエイティブパートナーシップによって設立された。しかし、オープニングナイトの前夜スクールボーイ・Qは売りきれになったコンサートを突如中止すると発表した。ドレイクとラマーのビーフが原因だとして、ラマーとの長年の関係性を強調し、トロント警察が安全上の懸念からトップ・ドッグ・エンターテイメントのアーティストが市内で公演することを禁止にしたと述べた。しかし、警察は噂を否定し、パフォーマンスのキャンセルはヒストリーの独断だったことが判明した。
2024年7月29日、DJスキームはスキー・マスク・ザ・スランプ・ゴッドのオープニングセットで "Not Like Us" を流した。この2人はスクールボーイ・QとともにSNS上でドレイクを挑発し、この行動を誇示した。ラマーと親しい関係にあり、トップ・ドッグ・エンターテイメントと契約しているサーは翌日、ヒストリーで予定されており、チケットが完売になった自分のコンサートも中止になったと発表した。

#### ドレイクのコメントとユニバーサルに対する法的働きかけ
2024年11月25日、ドレイクはカナダの配信者xQcと共にKickの配信に出演し、自分を「心も体も魂も全て平気だ」と言い、「俺を倒すには事実が必要で、おとぎ話程度じゃ通用しない」と発言した。またザ・ウィークエンドやスティーヴ・レイシーにも皮肉をいい、レイシーとラマーは楽しげにこの配信に反応した。同じ日に、ドレイクはユニバーサル・ミュージック・グループ（UMG) とスポティファイに対し、RICO法違反を理由に嘆願書を提起した。ドレイクは両社が "Not Like Us" のストリーミング再生数を不正に操作したと主張した。UMGは同日にこれを否定し、「この作為的で何にも証拠がない訴訟前の法的手続きでは、ファンが自分の聴きたい音楽を選んでいるという事実を覆すことができない」と述べた。11月26日、ドレイクはUMGに対し、新たに名誉毀損とUMGとiHeartRadio間に「定額課金をめぐるなんらかの取り決め」の計画があったと主張した。
2024年12月20日、スポティファイはドレイクの嘆願書に対する反論書を提出し、「UMGとの間にいかなる取り決めも存在しない」とする申し立てを否定した。同日、ドレイクの代理人は「もしこの2社との間に隠すべきものが何もないのであれば証拠提示の要求に応じられるはずだ」と述べた。 
2025年1月15日、ドレイクはUMGに対して名誉毀損で訴えを起こしたが、ラマーは被告として入っていなかった。2025年3月17日、UMGはドレイクの訴えを棄却する申し立てを行った。 

#### 新曲発表と間接的な争いの再開
2024年9月、スーパーボウルのハーフタイムショーの次のミュージカルゲストとして発表された後、ラマーはビーフ後初となるトラックを発表した。この曲はタイトルなしでインスタグラム上のみ公開され、リフレインから "Watch the Party Die" として知られている。この曲ではドレイクへの言及はなく、ラマーがビーフの話題から離れて、ヒップホップを華やかさやセレブリティラフスタイル（ドレイクを象徴するもの）からリリシズムとより深みのある音楽へと移行する試みがあると解釈された。
ラマーは2024年の秋に新しいスタジオアルバム GNX でこのティーザートラックの後に続いた。このアルバムでもドレイクに関する言及はなく、この春に出たディストラックも入っていなかった。しかし、特にオープニングトラックの "Wacced Out Murals" など多くの楽曲がビーフに対する振り返りやドレイクへの間接的な批判を含んでいると解釈された。また、ラマーは "Heart Pt. 6" というトラックも収録しており、これはドレイクがビーフ終結のトラックとして使用したタイトルを再利用したものである。
2025年1月3日、過去にドレイクのFor All the Dogsでプロデューサー経験のあるコンダクター・ウィリアムズが、ドレイクのフリースタイル "Fighting Irish Freestyle" へのリンクを投稿した後、削除した。ドレイクはフリースタイルでラマーとの確執について言及し、多くの評論家によればレブロン・ジェームズに対して批判的な発言をしていると解釈できる。ジェームズは、ドレイクと以前友人関係であり、さらにドレイクがジェームズのタトゥーまで入れている人物であったが、ラマーのポップ・アウトコンサートに参加し、"Not Like Us" に合わせて踊っている姿を目撃されている。曲中にある他の歌詞には、UMG、デマー・デローザン、リル・ウェインを標的にしていると解釈された。この曲は批評家から賛否両論の反応を受け、HipHopDX は「The Heart Part 6が期待外れの反応を受けた後、ラマーがビーフから退いたことで、ドレイクのこの強気な態度はとても空回りしているように感じる」と評した。

#### 第67回グラミー賞
"Not Like Us" は第67回グラミー賞で年間最優秀レコード賞、年間最優秀楽曲賞、最優秀ラップ・パフォーマンス賞、最優秀ラップ・ソング、最優秀ミュージック・ビデオ賞の5部門にノミネートされ、全て受賞した。この楽曲は、年間最優秀レコード賞と年間最優秀楽曲賞という、グラミー賞で最も権威のあるパフォーマンスとソングライティングの賞をそれぞれ同じ1曲で両方受賞した史上2番目のラップソングとなった。
ラマーは受賞スピーチでドレイクに言及することなく、代わりにロサンゼルス市（2025年1月の山火事で被害を受けたばかり）に捧げた。しかし、授賞式で着ていたデニムのトップスとパンツ、いわゆるカナディアンタキシードは、カナダ出身のドレイクへの皮肉とみなされた。グラミー賞の観客席では、多くのセレブたちが "Not Like Us" とその曲中のA Minorのフレーズをラマーが賞を受け取る際に歌っている様子が見られた。

#### 第59回スーパーボウルハーフタイムショー
2024年9月8日、ラマーが2025年2月にニューオーリンズのシーザーズ・スーパードームで開催される第59回スーパーボウルのハーフタイムショーのヘッドライナーとして発表された。この選出を告げるビデオでラマーは「チャンピオンシップを勝ち取る機会は一度きりだ。2回目なんてない」と言い、これはドレイクへの当てつけだと解釈された。ドレイクは数週間前に「ゲーム2で勝つ」という投稿をしたためである。ラマーがNot Like Usをパフォーマンスに取り入れるかどうかについての臆測が広がった。『ザ・リンガー』のジャスティン・セイルズは、「このハーフタイムショーの発表はラマーがポップカルチャーの頂点に上り詰め、ドレイクがキャリアの中で最も低迷した年の締めくくりだ」と評した。
ショーの中でラマーが "Euphoria" と "Not Like Us" を披露した。また彼は小文字のaが刻まれたチェーンを着用しており、これはpgLangと音楽コードのAマイナーと "Not Like Us" の曲中に出てきた歌詞のAマイナーを指していると解釈された。 セットの途中のインタールードでラマーは "Not Like Us" を仄めかし、ドレイクの訴訟問題も仄めかす形で「奴らのお気に入りの曲を披露したいが、奴らは訴訟が好きだからな」と冗談を言い、その後短いイントロのクリップが流れた。さらに、"All The Stars" の終わり際に、ラマーは「ゲームを操作しようとしたが、影響力は偽れない」と語り、 "Not Like Us" を披露した。ラマーは「なあドレイク、若い子が好きなんだって？」とラップしながらカメラに微笑みかけた。ペドフェリアという単語を含む歌詞は伏せられたが、「共鳴させようとしているがそれはAマイナーのつもりか？」という歌詞が数行後にラマーと観客が一緒になって叫ばれた。
プロテニスプレイヤーのセリーナ・ウィリアムズ（ラマーと同じくコンプトン出身）が "Not Like Us" のパフォーマンス中に、クリップウォークを踊るカメオ出演を果たした。これは2012年のロンドンオリンピックの優勝後に彼女が同様のダンスをし、批判を受けたことへの言及だった。また、ウィリアムズの出演は、数年前にドレイクとの交際が噂されたことのドレイクへの直接のディスとも受け止められた。
このパフォーマンスは評論家から高い評価を受け、CNNのリサ・レスパーズ・フランスは "Not Like Us" がハーフタイムショーの主役と評し、AP通信のマリア・シャーマンはグラミー賞での圧倒的な受賞直後にアメリカ最大のスポーツイベントでこの披露したことを「ラマーの勝利のさらなる一歩である」と評した。

#### $ome $exy $ongs 4 Uと "Gimme a Hug"
2025年2月14日、ケンドリック・ラマーのスーパーボウルでのパフォーマンスから1週間も経たないうちに、ドレイクはパーティー・ネクスト・ドアと共同制作したアルバム "$ome $exy $ongs 4 U" をリリースした。これはビーフ後約1年ぶりとなるドレイクのアルバムリリースだった。ドレイクは以前、このアルバムでビーフへの言及を最小限に抑えると言っていたが、楽曲の "Gimme a Hug" には、このビーフについてのものと広く解釈されるバースが含まれていた。この楽曲でドレイクは、多くのファンがドレイクのキャリアの終わりを望んでいるにもかかわらず、耐え抜いたことを誇示し「パーティを盛り上げたい」と語っている(これは、2024年9月のラマーの "Watch the Party Die" への言及と考えられる)。さらに、ラマーの音楽が知的すぎてパーティーで流すのに向いていないという考えに対しての間接的ディスとして「女の子たちが辞書を持ってトワークするだろう」と述べている。同時期、ドレイクはオーストラリアでのツアー中に、このビーフへの自身の耐久力を象徴するため、銃弾の穴が空いているシャツを着用していた。

## 結果判定
2024年5月初めまでには『ピッチフォーク』、『ザ・リンガー』、『ローリング・ストーン』などさまざまな音楽媒体がビーフをラマーの勝利と判定していた。『インサイダー』の記事では、音楽評論家もソーシャルメディアユーザもラマーを勝利者と認めていると述べた。しかしながら『ピッチフォーク』のアルフォンス・ピエールはラマーの勝利は「ピュロスの勝利」だと認めた。『ザ・リンガー』のチャールズ・ホームズも同様に勝利はうつろに感じられるもののラマーがリードをとっていると主張した。ザ・ルーツのドラマーであるクエストラブは双方を批判していずれもしっかりした勝利を得ているとは考えられないと述べ、「ヒップホップは本当に死んでいる」と結論付けた。逆の意見を述べるライターも他におり、このビーフは最終的にはヒップホップにとってポジティブなものになると考えている。BBCニュースのイェミ・アビエイドは、このビーフは「全世界を楽しませ、ふたつの世代のラップアーティストの文化遺産を強化した」と述べ、「またもやラップが勝ったのだ」と主張した。『ニューヨーク・タイムズ』のローレンス・ラルフは、勝者はケンドリック・ラマーとオールドスクール・ヒップホップだと書いた。
ラマーの "Not Like Us" のミュージックビデオリリースの際に多くの批評家や出版物がラマーをビーフの勝利者と認めた。 2024年9月に『ザ・ニューヨーカー』に掲載されたこのビーフについての記事は「ドレイクくらいはっきり負けた者がいただろうか？」という1行で始まっていた。第59回スーパーボウルのハーフタイムショーの後、NPRの記事見出しには「戦闘の後ほぼ1年、ケンドリック・ラマーは戦争に勝った」と書かれていた。

## タイムライン
| 日付          | アーティスト                                          | タイトル                        | アルバム           | 内容 |
| ------------- | ----------------------------------------------------- | ------------------------------- | ------------------ | --- |
| 2023年10月6日 | ドレイク featuring J. コール                          | "First Person Shooter"          | For All the Dogs   | J. コールがラマー、ドレイク、自分自身をヒップホップの「ビッグ3」だと述べ､ラマーが反応                                                                                                  |
| 2024年3月22日 | フューチャー、メトロ・ブーミン & ケンドリック・ラマー | "Like That"                     | We Don't Trust You | ラマーが「ビッグ3」のラベルを拒否し、自身がコールやドレイクより上だと主張 |
| 2024年4月19日 | ドレイク                                              | "Push Ups"                      | N/A                | ドレイクが業界における自分の打たれ強さと支配力を誇示し、ラマーが主張する芸術的正統性を否定                                                                                             |
| 2024年4月19日 | ドレイク                                              | "Taylor Made Freestyle"         | N/A                | ドレイクがAIを使って2パックとスヌープ・ドッグを模倣し､ラマーに反応するよう圧力をかける。のちに2パックの遺産管理団体からの法的訴訟を怖れて削除                                          |
| 2024年4月30日 | ケンドリック・ラマー                                  | "Euphoria"                      | N/A                | ラマーがドレイクの正統性と人物像を攻撃 |
| 2024年5月3日  | ケンドリック・ラマー                                  | "6:16 in LA"                    | N/A                | ラマーがドレイクの人格とヒップホップへの貢献への挑戦を継続し、OVO Soundとドレイク自身のチームに「スパイ」がいると示唆                                                                  |
| 2024年5月3日  | ドレイク                                              | "Family Matters"                | N/A                | ドレイクはラマーをフィアンセに対する家庭内暴力をしていると糾弾し、ラマーの子どもの父親はマネージャーのデイヴ・フリーだと主張                                                           |
| 2024年5月3日  | ドレイク                                              | "Buried Alive Interlude, Pt. 2" | N/A                | ドレイクのアルバム『テイク・ケア』の "Buried Alive Interlude" の短いパロディリミックスで、ラマーのヴァースを使い、"Family Matters" のプロモーションとして当初ドレイクのInstagramに投稿 |
| 2024年5月3日  | ケンドリック・ラマー                                  | "Meet the Grahams"              | N/A                | ラマーがドレイクの家族それぞれに呼びかけ、ドレイクには見捨てられた秘密の娘がおり、セクシャルプレデターだと主張                                                                         |
| 2024年5月4日  | ケンドリック・ラマー                                  | "Not Like Us"                   | N/A                | ラマーがドレイクは小児性愛者でOVO Soundのメンバーと性的人身売買のネットワークを運営していると主張し、さらにヒップホップにおける立ち位置を攻撃して「植民者」と呼ぶ                      |
| 2024年5月4日  | ドレイク                                              | "The Heart Part 6"              | N/A                | ドレイクが自らがセクシュアルプレデターであるという糾弾を否定し、隠している娘の話はラマーに提供されたウソの話だと主張、さらにラマーをフィアンセを虐待していると糾弾                     |

### 関連楽曲
| 日付           | アーティスト                                          | タイトル                   | プロジェクト             | 要約 |
| -------------- | ----------------------------------------------------- | -------------------------- | ------------------------ | --- |
| 2024年3月22日  | フューチャー&メトロ・ブーミン                         | "We Don't Trust You"       | We Don't Trust You       | フューチャーがドレイクのこっそりディスをしたり、女性に話す際に陰口をきくパターンに言及 |
| 2024年4月5日   | J. コール                                             | "7 Minute Drill"           | Might Delete Later       | コールがラマーのディスコグラフィを批判し、イメージを攻撃。発表後2日でこのトラックについて後悔の念を表明。その後、ストリーミングサービスから曲を削除 |
| 2024年4月12日  | フューチャー、メトロ・ブーミン & ザ・ウィークエンド   | "All to Myself"            | We Still Don't Trust You | ザ・ウィークエンドがキャリアの初期にOVO Soundと契約しなくて良かったと歌う |
| 2024年4月12日  | フューチャー、メトロ・ブーミン & エイサップ・ロッキー | "Show of Hands"            | We Still Don't Trust You | ロッキーがドレイクのアルバム For All the Dogs が長期に亘って聴かれることはないと言い、ドレイクの子どもの母であるソフィ・ブルッソーとドレイク以前に寝たことがあると自慢 |
| 2024年4月13日  | リック・ロス                                          | "Champagne Moments"        | N/A                      | ロスがドレイクの人種的アイデンティティを攻撃し、美容整形手術をしたと糾弾 。このトラックは4月19日のオフィシャルリリース前である13日にリークした "Push Ups" でドレイクがロスをディスったことへの返答である。 |
| 2024年4月21日  | フューチャー、メトロ・ブーミン & ¥$                   | "Like That Remix"          | N/A                      | "Like That"のオフィシャルリミックスでイェがドレイクとJ・コールの両方をディスる。ラマーはこのリミックスにかかわっていない。 |
| 2024年5月5日   | メトロ・ブーミン                                      | "BBL DRIZZY BPM 150.mp3"   | N/A                      | ドレイクに"Push Ups" と "Family Matters" でディスられたことを受け、「ドラムやれ」と言われたメトロブーミンが、ドレイクがブラジル式豊尻手術を受けたという噂をからかったビート（"BBL Dizzy"）を作って「無料のビート」として提供し、後にこのビートに最も良くあう詩を考えたラッパーに1万ドルを提供すると述べた。 |
| 2024年5月24日  | セクシー・レッド & ドレイク                           | "U My Everything"          | In Sexyy We Trust        | ドレイクが "BBL Drizzy" と同じサンプルにラップし、自分に対して持ち出された整形手術疑惑を冗談にし、そうではなく自分は女性の整形手術代を払っているのだと主張 |
| 2024年8月2日   | エイサップ・ロッキー featuring ジェシカ・プラット     | "Highjack"                 | N/A                      | ドレイクが "Family Matters" で直接にディスを行った後にロッキーが出した初めてのシングルで、ロッキーがコーラスで "don't compare that pussy boy to me, I don't like that" （あのプッシーボーイと俺を比べないでくれ、気に入らない）とファンに頼んでおり、これは "The Boy" というドレイクのあだ名に言及している可能性があるため、広くドレイクへの応答だと解釈された。他のところでロッキーはドレイクがいまだにロッキーの妻リアーナに関心を抱いているとほのめかし、再びドレイク以前にブルッソーと自分は寝ているとほのめかした。 |
| 2024年9月11日  | ケンドリック・ラマー                                  | "Watch the Party Die"      | N/A                      | スーパーボウルのハーフタイムショー出演告知直後にインスタグラムでリリースされたトラックで、ラマーはドレイクとのビーフを、ラップ業界を物質主義、セレブリティ文化、パーティから遠ざけ、より実質のある音楽に近づけようとする自らのより大きな試みの一例として活用したいという気持ちを表現した。このトラックは "Not Like Us" 後初めてラマーが出した楽曲である。 |
| 2024年10月10日 | J. コール                                             | "Port Antonio"             | N/A                      | コールは自身の観点からビーフについて語り、自分の謝罪、ドレイクとの関係、両ラッパーへの尊敬をより明確にした。 |
| 2024年11月22日 | ケンドリック・ラマー                                  | "Wacced Out Murals"        | GNX                      | ラマーはビーフ勃発後の最初のアルバムである GNX でドレイクを名指ししてはいないが、ドレイクとビーフに明確に言及したトラックが複数あり、"Wacced Out Murals" が最も直接的にこのことに触れている。ラマーはドレイクがラマーを攻撃するためお金を使おうとしたことをほのめかし、スヌープ・ドッグがドレイクの "Taylor Made Freestyle" をリポストしたことを槍玉に挙げ、"Port Antonio" のことでJ・コールを批判し、スーパーボウル出演をめぐるドレイクの仲間リル・ウェインに関するいざこざをとりあげている。                           |
| 2024年12月20日 | SZA & ケンドリック・ラマー                            | "30 for 30"                | Lana                     | SZAが "30 for 30"で歌う歌詞の一部について、多くのファンはドレイクとラマーについてのコメントに言及しているものだと解釈したと HotNewHipHop が伝えている。このシングルのタイトルはドレイクの2015年の楽曲である "30 for 30 Freestyle" に似ている。 |
| 2025年1月3日   | ドレイク                                              | "Fighting Irish Freestyle" | N/A                      | ドレイクがビーフを振り返り、"Meet the Grahams" でアルコール依存症疑惑を否定し、おそらくかつての友人レブロン・ジェームズがラマーのポップアウト・コンサートに出演したことについてなじっている。 |
| 2025年2月14日  | ドレイク                                              | "Gimme a Hug"              | $ome $exy $ongs 4 U      | ビーフ後のドレイクの最初のアルバムである$ome $exy $ongs 4 U はラマーに言及していないが、このトラックでドレイクはビーフに触れ、自分の音楽にほぼ影響がなかったと述べている。自分の音楽は "tryna get the party lit"（パーティを明るくする）と述べているが、これはおそらくラマーの "Watch the Party Die" への言及で、ラマーの音楽はパーティには知的すぎ、"girls...twerking with a dictionary"（女の子たちは辞書を持ってトワークするだろう）と述べている                                                                      |